# Bei
Bei of beg (Turks: bey) is een van oorsprong Turkse titel of benaming die gevoerd wordt in sommige islamitische landen. De Barbareske autonome provincies Algiers en Tunis hadden tijdens de Ottomaanse periode een dei (dey/dej).
In oude geschriften werd de titel van bei gevoerd door Turkse en Perzische leiders. Het gebied dat wordt beheerst door een bei, is een beilik.
In het moderne Turks betekent bei niet meer dan 'mijnheer', evenals effendi.

## Turkse beis
Lange tijd voerden de heersers van de kleine staatjes die Turkse veroveraars op ex-Byzantijns gebied (vooral Anatolië) vestigden de titel bei, ongeveer vergelijkbaar met de Germaanse krijgskoningen.
Ook de eerste drie heersers van de Ottomaanse dynastie werden als bei betiteld. De soevereine heerser van het Ottomaanse Rijk werd pas vanaf 1383 sultan genoemd, toen Murat I deze titel kreeg van de (schaduw)kalief van Caïro. Toen de Ottomaanse staat uitgroeide van een beilik naar een sultanaat, werd de titel van bei aan hoge legerofficieren gegeven. Zij waren militair administrateur van een regio van het rijk, meestal een district binnen de provincie van een pasja, soms zelf gouverneur. Sommige werden in de praktijk semizelfstandige (schatplichtige) 'leenvorsten', met name de dei van Algiers en de bei van Tunis.
Rond 1900 kreeg bei ongeveer dezelfde betekenis als het Engelse 'sir'.

## Javaanse beis
Op Java komt de term Bey, of strikt genoemd Mas Bey (soms gespeld als Mas Bei), ook voor. Hier kan deze term in het Nederlands vertaald worden als 'onderkoning'. Het betreft hier de directe militaire titel onder die van 'sultan'.